# Josiah Butler
Josiah Butler (* 4. Dezember 1779 in Pelham, Hillsborough County, New Hampshire; † 27. Oktober 1854 in Deerfield, New Hampshire) war ein US-amerikanischer Politiker. Zwischen 1817 und 1823 vertrat er den Bundesstaat New Hampshire im US-Repräsentantenhaus.

## Werdegang
Josiah Butler besuchte die Londonderry Academy und die Atkinson Academy. Außerdem genoss er eine private Ausbildung. Danach studierte er bis 1803 an der Harvard University. In den folgenden drei Jahren war er als Lehrer in Virginia tätig. Nach einem Jurastudium und seiner Zulassung als Rechtsanwalt begann Butler im Jahr 1807 in Pelham in seinem neuen Beruf zu arbeiten. Im Jahr 1809 verlegte er seinen Wohnsitz und seine Anwaltskanzlei nach Deerfield. Zwischen 1810 und 1813 war Butler Sheriff im Rockingham County.
Butler war Mitglied der Demokratisch-Republikanischen Partei. Im Jahr 1812 kandidierte er erfolglos für den Kongress. Zwischen 1815 und 1816 war er Abgeordneter im Repräsentantenhaus von New Hampshire. Bei den Kongresswahlen des Jahres 1816, die staatsweit abgehalten wurden, wurde Butler für das erste Abgeordnetenmandat von New Hampshire in das US-Repräsentantenhaus in Washington gewählt. Dort trat er am 4. März 1817 die Nachfolge von Bradbury Cilley von der Föderalistischen Partei an. Nach zwei Wiederwahlen konnte er bis zum 3. März 1823 drei Legislaturperioden im Kongress verbringen. Zwischen 1821 und 1823 war er Vorsitzender des Landwirtschaftsausschusses. Während seiner Zeit im Kongress wurden die Staaten Mississippi, Illinois, Alabama, Maine und Missouri in die Union aufgenommen. Die Aufnahme der beiden letztgenannten Staaten war das Resultat des von Henry Clay ausgehandelten Missouri-Kompromisses.
Nach seiner Zeit im US-Repräsentantenhaus war Butler beisitzender Richter am Berufungsgericht von New Hampshire. Dieses Amt bekleidete er zwischen 1825 und 1835. Danach hat er keine weiteren höheren Ämter mehr ausgeübt.